# Cesio
Cesio – miejscowość i gmina we Włoszech, w regionie Liguria, w prowincji Imperia.
Według danych na rok 2004 gminę zamieszkiwały 242 osoby, gęstość zaludnienia wynosi 30,2 os./km².